# Peter DePaolo
Peter DePaolo (né le 15 avril 1898 à Philadelphie (Pennsylvanie) et mort le 26 novembre 1980) était un pilote automobile américain.

## Biographie

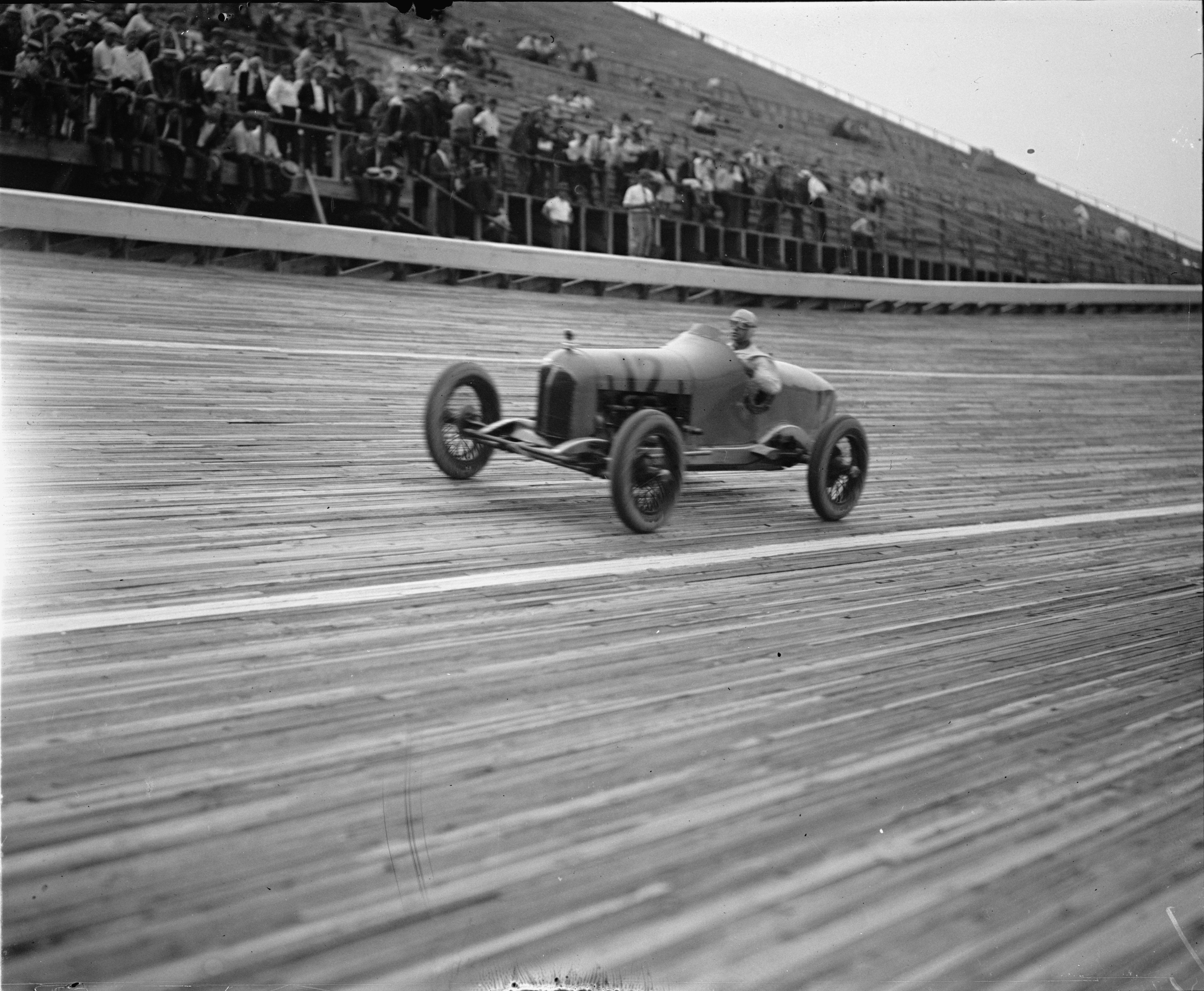
DePaolo en 1925.

Neveu de Ralph DePalma, il disputa sa première course en 1919 (puis en AAA en 1922).
Il a remporté les 500 miles d'Indianapolis en 1925 sur Duesenberg (seconde et dernière victoire de la marque, après celle de 1924), pour un total de sept participations entre 1922 et 1930.
Il disputa également le Grand Prix automobile d'Italie 1925, terminant 5e sur Duesenberg 122.
En 1934 il disputa des courses en Europe et en Afrique, avec la Miller à 4 roues motrices: à Avus (près de Berlin), son moteur éjecta deux bielles qui faillirent percuter Adolf Hitler en personne, alors assis en bordure de piste. Il fut de plus plongé 11 jours dans le coma la même année après un accident en Espagne, décidant alors d'arrêter la compétition.
Il fut aussi le team manager -et propriétaire de la voiture- lors de la victoire de Kelly Petillo à l'Indy 1935, ainsi que pour la victoire en championnat AAA de Bill Cummings en 1934 (titre partagé avec Boyle Products).
Il remporta également de nombreux succès en NASCAR -tels le Bojangles' Southern 500 ou le Toyota Owners 400- comme propriétaire d'écurie (à moteur Ford) entre 1955 et 1957. Ses pilotes terminèrent 2e, 3e, et encore 2e, des classements finaux, remportant 21 victoires cumulées, et obtenant un total de 109 "top 10" pour 178 départs.

## Titres
- Championnat américain de course automobile, en 1925 et 1927;
  - 3e en 1926.

## Autres victoires AAA
(14 victoires au total dont 10 en championnat, pour 55 courses disputées entre 1922 et 1930)
- 1925 (6 victoires) : Culver City race 2N, Fresno, Altoona race 1, Laurel race 1 et Rockingham (sur Duesenberg) ;
- 1926 : Fulford et Fresno race 1 et 2 et Rockingham race 1 (Duesenberg) ;
- 1927 : Altoona race 1, Rockingham race 1 et Charlotte race 2 (Miller).

## Distinctions

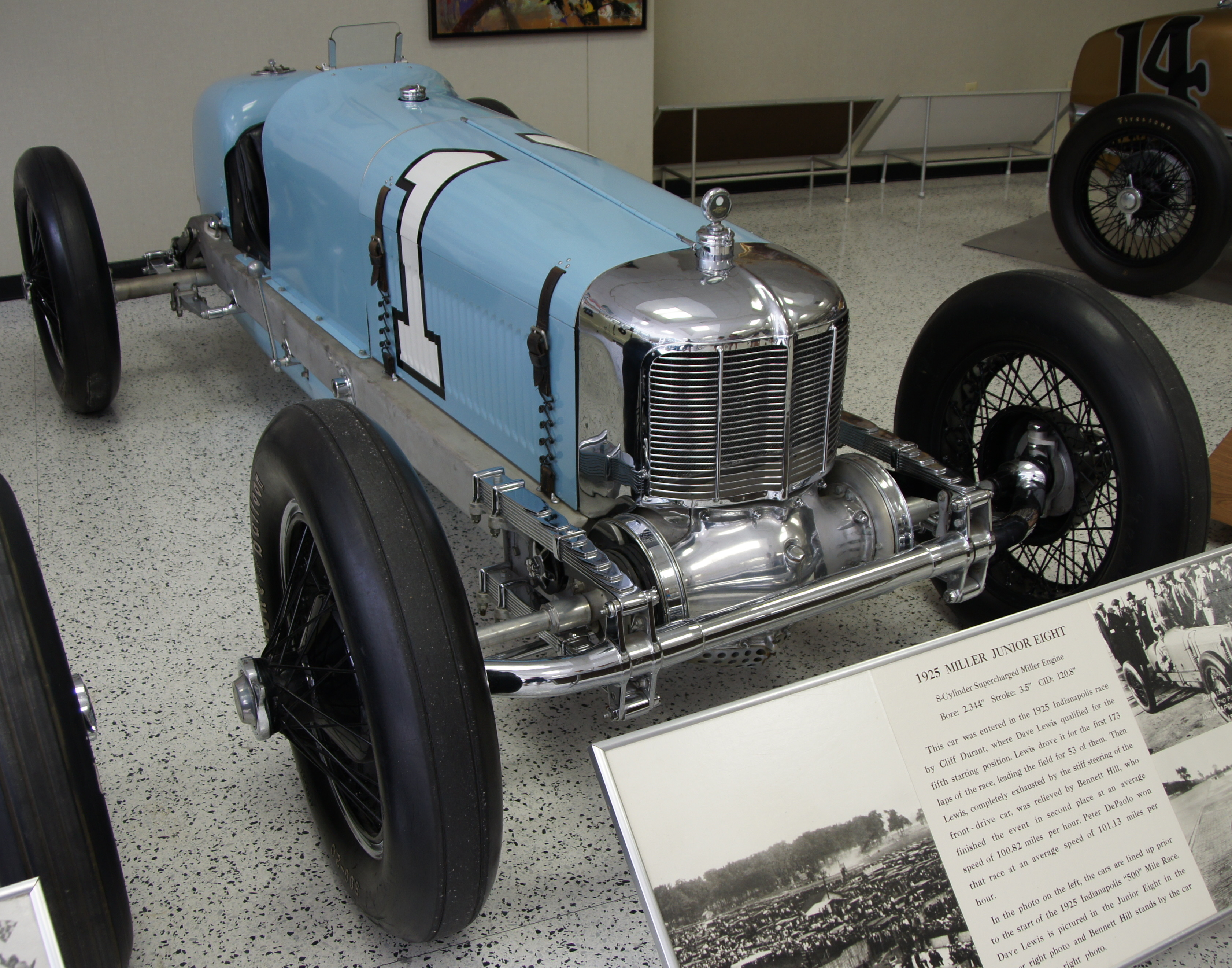
La voiture de Bennett Hill, second de l'édition 1925 de l'Indy (sur Miller junior 8).

- Motorsports Hall of Fame of America, en 1995;
- National Sprint Car Hall of Fame in 1995.

## Autobiographie
- Wall Smacker - The saga of the speedway, éd. Thompson products inc., 1935 (rééd. novembre 2013, éd. Edizioni Savine, (ASIN B00H02MPJK).